# アタカ大機
アタカ大機株式会社（あたかだいき、Daiki Ataka Engineering Co., Ltd.）は、かつて存在した日立造船（現・カナデビア）系列の水処理事業を主とした環境装置、ゴム製品等の企業。2006年（平成18年）10月1日に日立造船系列同士のアタカ工業と大機エンジニアリングの合併にともなって存続会社のアタカ工業株式会社が社名変更した。2014年（平成26年）4月1日、親会社の日立造船株式会社に吸収合併された。

## 事務所所在地
- 本社：大阪府大阪市此花区西九条5丁目3番28号
- 東京本社：東京都台東区元浅草2丁目6番6号

## 沿革
- 1967年（昭和42年）9月 - 安宅産業株式会社の建設事業本部が分離・独立し、建設並びに水処理事業を主体とした専業会社として、大阪市東区（現・中央区）に安宅建設工業株式会社を設立。
- 1967年（昭和42年）9月 - 東京支店を設置（平成18年10月、東京事業所に改称）。
- 1967年（昭和42年）10月 - 名古屋・福岡・札幌営業所を設置。
- 1967年（昭和42年）11月 - 建設業法による建設大臣登録（ワ）8387号の登録。
- 1968年（昭和43年）4月 - 名古屋営業所を名古屋支店に改称。
- 1968年（昭和43年）4月 - 広島営業所を設置。
- 1971年（昭和46年）4月 - 株式会社浄水工業所と業務提携。
- 1971年（昭和46年）4月 - 中央研究所を新設。
- 1971年（昭和46年）4月 - 仙台営業所を設置。
- 1972年（昭和47年）8月 - 株式会社浄水工業所の営業権を譲受。
- 1973年（昭和48年）2月 - 本社を大阪市南区（現・中央区）へ移転。
- 1973年（昭和48年）10月 - 建設業法改正により、建設大臣許可（特般－48）第1906号を取得。
- 1974年（昭和49年）2月 - 大阪証券取引所市場第二部に株式を上場。
- 1974年（昭和49年）5月 - 大阪工場を新設。
- 1977年（昭和52年）12月 - 安宅産業破綻を受けて日立造船株式会社から経営参加、同社の水処理部門を継承。
- 1978年（昭和53年）1月 - 商号をアタカ工業株式会社に変更。
- 1979年（昭和54年）5月 - 富士工場を新設。
- 1980年（昭和55年）5月 - 本社を大阪市西区へ移転。
- 1986年（昭和61年）1月 - アタカプラントサービス株式会社を設立。
- 1990年（平成2年）1月 - 札幌営業所を札幌支店に、福岡営業所を九州支店に、広島営業所を広島支店に、仙台営業所を東北支店に改称。
- 1991年（平成3年）6月 - 中央研究所を技術研究所に改称。
- 1992年（平成4年）4月 - 水戸営業所を設置。
- 1994年（平成6年）4月 - 水戸営業所を東関東支店に改称。
- 2001年（平成13年）7月 - アタカメンテナンス株式会社を設立（連結子会社）。
- 2001年（平成13年）9月 - 大阪証券取引所市場第一部指定。
- 2001年（平成13年）10月 - 技術研究所を環境研究所に改称し、京都府木津川市に新築移転。
- 2001年（平成13年）11月 - 東京証券取引所市場第一部に上場。
- 2003年（平成15年）7月 - セラケム株式会社に資本参加（連結子会社）。
- 2004年（平成16年）6月 - アタカプラントサービス株式会社を吸収合併。
- 2004年（平成16年）9月 - 浅野環境サービス株式会社（現・浅野環境ソリューション株式会社）に資本参加（連結子会社）。
- 2006年（平成18年）10月 - 大機エンジニアリング株式会社と合併し、商号をアタカ大機株式会社に変更。
- 2006年（平成18年）10月 - 本社を東京都港区へ移転。
- 2008年（平成20年）4月 - 連結子会社2社（東京エンジニアリング工業株式会社、株式会社エース建工）を吸収合併。
- 2009年（平成21年）11月 - 大阪本社を大阪市此花区へ移転。
- 2012年（平成24年）4月 - 日本サニタリー株式会社を吸収合併。
- 2012年（平成24年）7月 - 本社を新橋事業所に、東京事業所を東京本社に、大阪本社を本社に改称。本店を大阪市此花区、東京本社を東京都台東区へ移転。
- 2012年（平成24年）8月 - 新橋事業所を東京本社に統合。
- 2013年（平成25年）1月 - 建設事業（不動産賃貸除く）を株式会社ニチゾウテック（現・カナデビアエンジニアリング）に譲渡。
- 2014年（平成26年）3月 - 上場廃止。
- 2014年（平成26年）4月 - 日立造船株式会社に吸収合併。